# Villar de Canes
Villar de Canes (en valenciano y oficialmente, Vilar de Canes) es un pequeño municipio de la provincia de Castellón, en la Comunidad Valenciana, España. Perteneciente a la comarca del Alto Maestrazgo. Cuenta con 169 habitantes (INE 2020).

## Geografía
Surcan su término el barranco de En Seguer, la rambla Carbonera, el río Molinell, el barranco de la Teuleria y el barranco de la Frescó. Los principales montes son la sierra de Foies, el tossal Redó y el Machorral. Asimismo, en su término existen varias fuentes.

### Barrios y pedanías
En el término municipal de Villar de Canes se encuentran también los siguientes núcleos de población:
- Cap del Moro
- Cogullades
- Hostal
- Pallisa
- Romeu
- Segarra
- Segarreta
- Mas del Senyor
- Solà

### Localidades limítrofes
El término municipal de Villar de Canes limita con las siguientes localidades: Benasal, Ares del Maestre, Albocácer, Culla y Torre de Embesora todas ellas de la provincia de Castellón.

## Historia
El origen de la localidad es muy confuso. Sobre el monte "Machorral" quedan ruinas de un castillo árabe. Las huestes del rey Jaime I de Aragón la liberaron del poder sarraceno. Históricamente formaba parte de la Tenencia de Culla, señorío que desde 1235  perteneció a Blasco de Alagón y después a Guillem d'Anglesola y a su mujer Constanza de Aragón. Su hijo, de igual nombre, el 13 de diciembre de 1273, donó el lugar y los molinos de Monlló y de la Bailío de Culla a Bernat de Montpalau y a su esposa Guillema d'Anglesola, y fue esta y su hijo Pere de Montpalau los que le otorgaron una carta puebla el 13 de diciembre de 1316 en favor de Domingo Matamoros, Bernardo Segarra, Berengario Vilamanya, Bernardo Vilamanya, Berengario Gomar, Arnaldo Igualada, Miguel Rovira, Pedro Segarra, Arnaldo Querol y Gita mujer de Gil Girona y a otros habitantes, el lugar de Villar de Canes y su término con jurisdicción civil y criminal, y con mero y mixto imperio. De 1294 a 1312 fue señorío de la Orden del Temple, y desde 1319 se encuadra en el señorío de la Orden de Montesa, pero mantenía el dominio directo la familia Montpalau.

## Administración
| Periodo   | Nombre                         | Partido   |
| --------- | ------------------------------ | --------- |
| 1987-1991 | Aurelio Pitarch Escrig         | PSPV-PSOE |
| 1991-1995 | Aurelio Pitarch Escrig         | PSPV-PSOE |
| 1995-1999 | Aurelio Pitarch Escrig         | PSPV-PSOE |
| 1999-2003 | Alejandro Vidal Escrig         | PP        |
| 2003-2007 | Alejandro Vidal Escrig         | PP        |
| 2007-2011 | Luciano Ferrer Pons            | PP        |
| 2011-2015 | Asunción García García         | PP        |
| 2015-2019 | Aurelio Pitarch Escrig         | PSPV-PSOE |
| 2019-2023 | José María Domínguez Rodríguez | PSPV-PSOE |
| 2023-act. | Andrea Bou Ahulló              | PSPV-PSOE |

## Demografía
Villar de Canes cuenta con una población de 156 habitantes (INE 2024).
| Gráfica de evolución demográfica de Villar de Canes entre 1842 y 2021 |
| |
| Población de derecho según los censos de población del INE Población de hecho según los censos de población del INEEn estos censos se denominaba Villar de Canes: 1842, 1857, 1860, 1877, 1887, 1897, 1900, 1910, 1920, 1930, 1940, 1950, 1960, 1970, 1981 y 1991. |

Durante el siglo XX hubo una fuerte emigración hacia los núcleos industriales, lo que ha producido un descenso demográfico. Así mientras que en el año 1900 contaba con 707 habitante en 1981 pasó a tener 237.
| 1990 | 1992 | 1994 | 1996 | 1998 | 2000 | 2002 | 2004 | 2005 | 2007 | 2019 |
| ---- | ---- | ---- | ---- | ---- | ---- | ---- | ---- | ---- | ---- | ---- |
| 221  | 196  | 188  | 188  | 188  | 183  | 183  | 185  | 185  | 178  | 169  |

## Economía

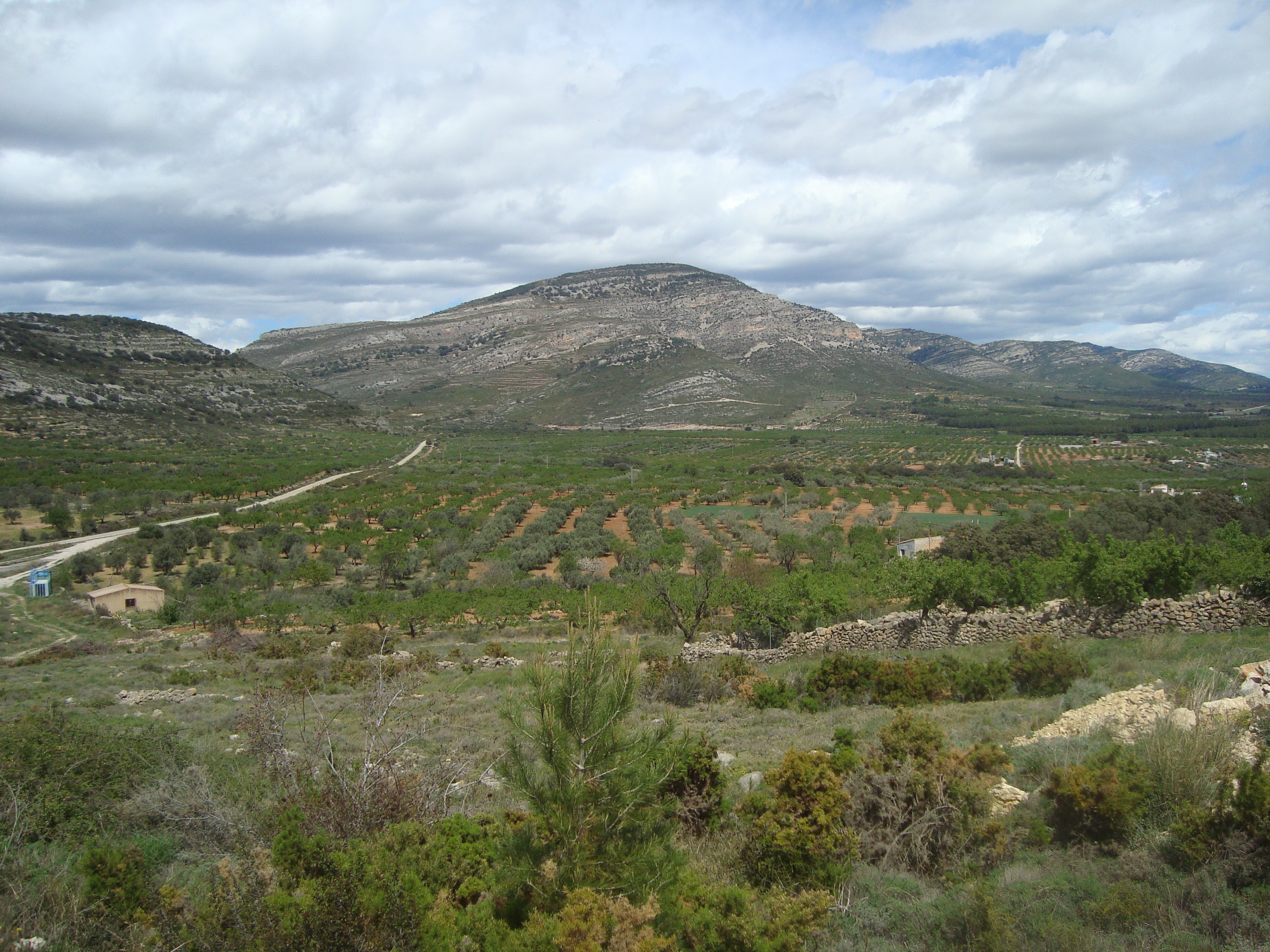
Panorámica rural (Villar de Canes)

Basada tradicionalmente en la agricultura de secano (olivar y almendro) y en la ganadería intensiva (porcina, avícola, cabruna y cunícula).

## Deportes
Contó con un club de fútbol, C.F. Vilar de Canes, que participó durante cinco temporadas en el Grupo I de segunda regional, obteniendo cómo mejor clasificación un octavo puesto la temporada 2011-2012. En su primera participación entre las temporadas 2006-2009 disputó sus encuentros en el campo La Planeta de Albocácer. En el segundo periodo entre las temporadas 2011-2013 hizo lo propio en el campo Santa Ana de Catí. El club contó con un grupo de ultras, los "UltraCanes", nacido a partir de la rivalidad deportiva creada en los primeros enfrentamientos entre el C.F. Vilar de Canes y el C.E. Cinctorrá.
Actualmente cuenta con un club de fútbol sala, el C.F.S. Vilar de Canes, que disputa sus encuentros como local en su pabellón llamado "Ipurúa", el cual se convierte en una auténtica fiesta cuando el C.F.S. Vilar de Canes juega en casa. Gracias a esto, los "UltraCanes" han vuelto a la actividad, haciendo así que la afición del Vilar de Canes sea de las mejores y más temidas de la provincia.

## Monumentos

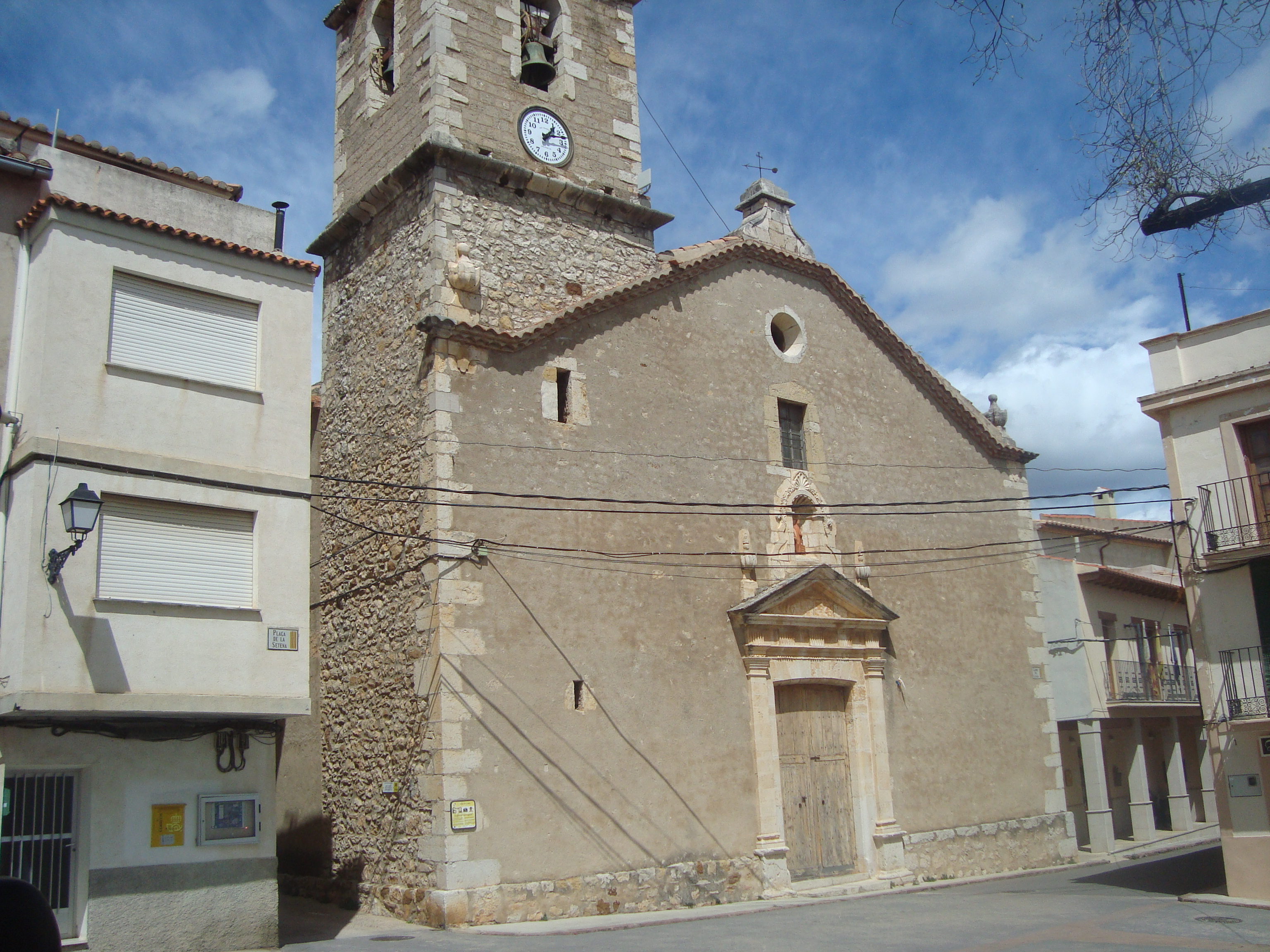
Iglesia parroquial de San Lorenzo (Villar de Canes)

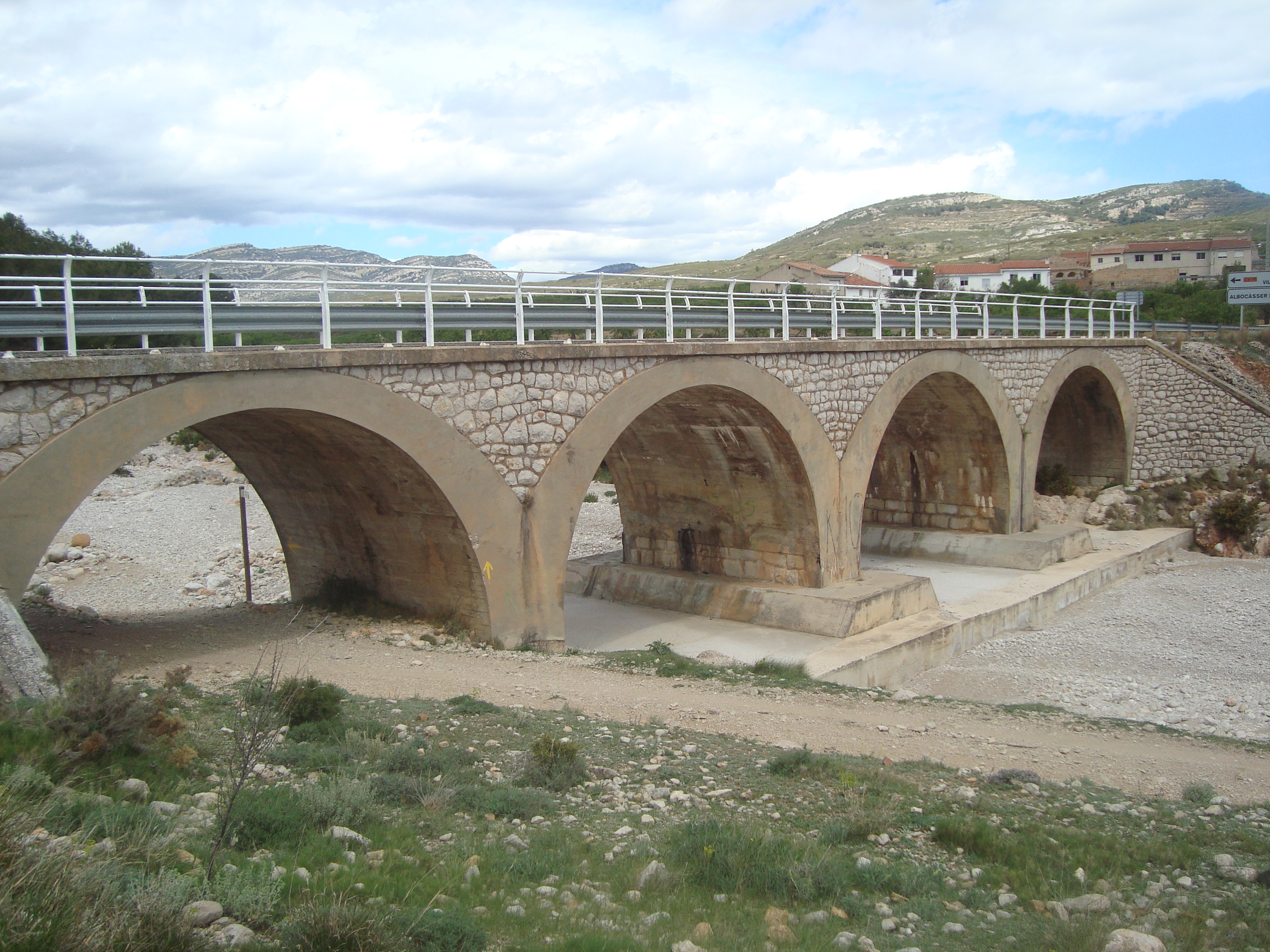
Rambla Carbonera

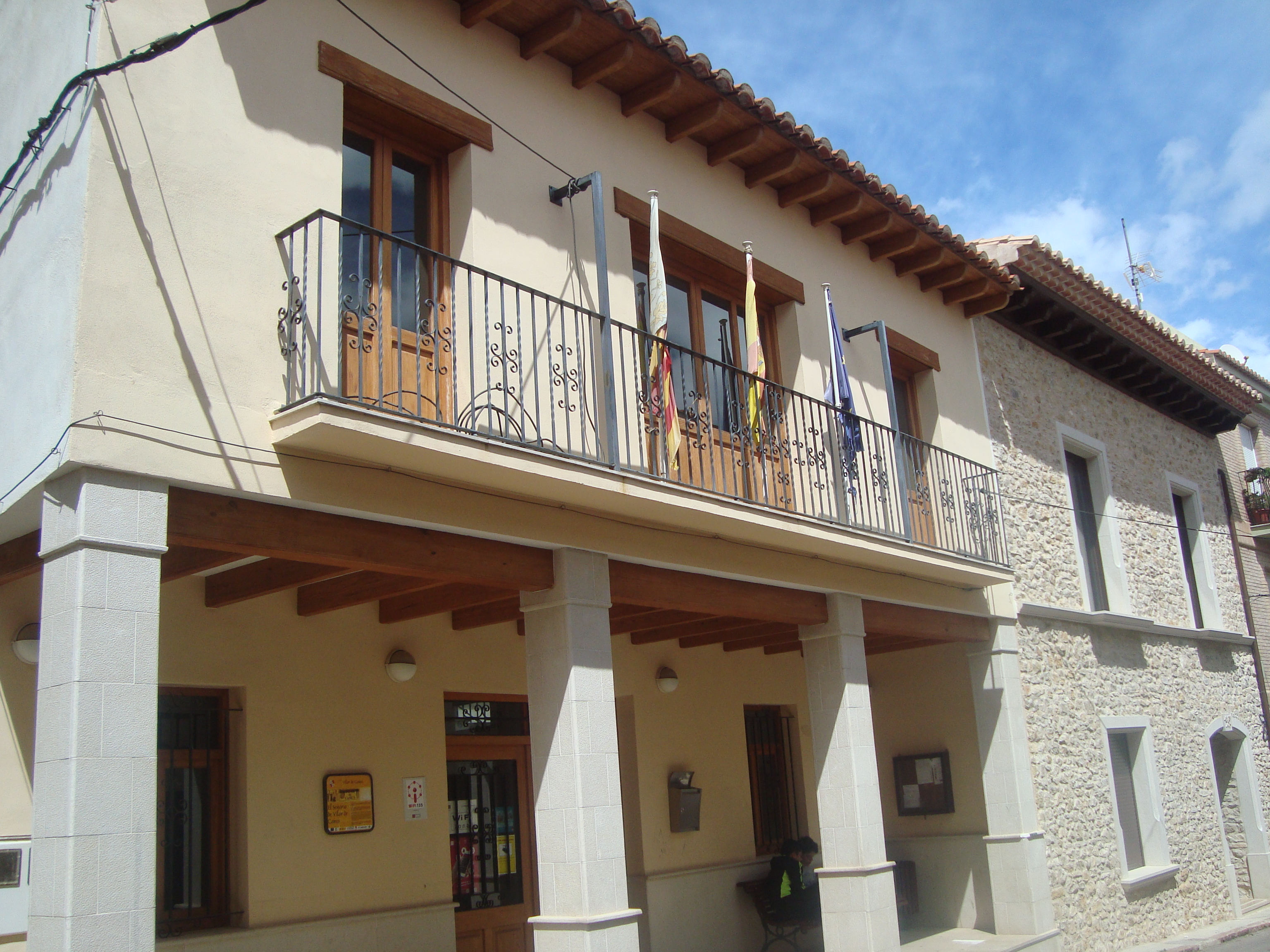
Ayuntamiento de Villar de Canes

- Mas de la Segarra: El Mas de la Segarra, es una masía tradicional declarada por el Ayuntamiento de Vilar de Canes como Enclave Histórico, originaria del siglo XVI, situada a unos 2 km del casco urbano y situada al margen derecho de la rambla Carbonera y recostado sobre la montaña del Cinglet. El Mas de planta rectangular, con piedra de mampostería. Su parte más antigua sirvió como fortaleza y todavía se pueden ver en sus muros algunas aspilleras o balleteras. En su interior aún se conservan elementos originales como la cocina, el arco rebajado adintelado, fechado en 1659 y algunas inscripciones con simbología histórica, destacando el símbolo de la bandera carlista del legendario general Cabrera. Se conserva también parte del viejo establo, con arcos de medio punto, con capacidad para unos 200 caballos. Adyacente al mas, se encuentra una pequeña capilla y un antiguo molino de aceite y de vino que todavía conserva la maquinaria original como la prensa de viga de madera.

- Iglesia parroquial. De orden corintio, está dedicada a la Purificación de la Virgen. Actualmente preside el altar mayor San Lorenzo, patrón de la localidad y cuya festividad se celebra el 10 de agosto. Consta de una nave sencilla. Fue construida a finales del siglo XVIII sobre las ruinas de una antigua capilla. Fue destruida durante la guerra civil y reconstruida totalmente con la aportación económica de todos los vecinos de la localidad, conservándose intacta su portalada. Existen algunos altares de la época de su construcción durante el siglo XVIII. El campanario fue reconstruido parcialmente al finalizar la guerra civil, de sección cuadrada rematado con adornos sobre sus vértices.

## Lugares de interés
- Manantial de la Masía del Senyor
- Mas d'en Romeu

## Fiestas locales
- Sant Antoni. En enero con motivo de San Antonio Abad, el sacerdote bendice los animales y la "coqueta", la cual posteriormente se reparte entre los asistentes.
- Fiestas patronales. En honor de San Lorenzo. Durante su celebración se realizan festejos taurinos, siendo las principales actividades la suelta y exhibición de vaquillas y la realización del "Toro Embolado" durante la noche.
- Sant Blai. Se celebra el fin de semana más cercano al de la festividad de San Blas.

## Gastronomía
El plato típico de esta localidad es la "olla" al estilo clásico de la comarca, también tiene buena fama la carne a la brasa con alioli.